# SS-Division z.V.
Ls SS-Division z.V. (zur Vergeltung) o divisione delle SS per ritorsione fu formata il 1º ottobre 1944 per controllare le missioni dei razzi V2. Veniva inoltre posta sotto il comando diretto delle SS. Aveva un organico per ogni gruppo di 5.306 uomini e 1.592 veicoli, per un totale di 10.612 uomini e 3.184 veicoli.
Alla fine del gennaio 1945 veniva ristrutturata e ridenominata Armeekorps z.V.

## Comandanti
- SS-Obergruppenführer und General der Waffen-SS Dr. Ing. Hans Kammler (1º ottobre 1944 – 27 gennaio 1945).

## Area di operazione
Fronte occidentale (Belgio, Paesi Bassi, Germania occidentale), tra ottobre 1944 e gennaio 1945.

## Decorati
- Decorati con la Croce di Germania in oro
  - Ludwig Hohmann, 30.12.1944, Oberst, Einsatzstab 2/Div. z.V. Reichsführer SS
  - Dr.-Ing. Hans Kammler, 28.11.1944, SS-Gruppenführer und Generalleutnant d. W-SS, Kdr. Div. z.V.
  - Jürgen Müller, 22.12.1944, Hauptmann, Versuchsbatterie 444
  - Hans-Klaus Neusch, 22.12.1944, Hauptmann, 2./Art.Abt. 485 (mot)
  - Ploetz von, Bernd, 30.12.1944, Major, Gruppenleiter Reichsführer SS Sonderbev. 2 (Div. z.V.)
  - Salomon Götz, 22.12.1944, Hauptmann, 1./Art.Abt. 485 (mot)

## Ordine di battaglia
- V2 (razzi lanciati da Belgio, Paesi Bassi e Germania occidentale):
- Gruppe Nord (Gefechtsstand in Kleve): (comandante Major von Ploetz, poi Major Schulz)
  - Heeres-Artillerie-Abteilung 485 (mot)
  - Heeres-Lehr- und Versuchsbatterie 444
  - SS-Werfer-Batterie 500 (SS-Hstuf. Johannes Miesel)
- Gruppe Süd (Gefechtsstand in Euskirchen): (comandante Major Wolfgang Weber)
  - Heeres-Artillerie-Abteilung 836 (mot) (trasformato poi in "Artillerie-Regiment z.b.V. 901")
- Heeres-Artillerie-Abteilung 953 (mot)
- "Hochdruckpumpe" (V 3) e "Rheinbote"
  - Flakrakete "Enzian"